# Station Acocks Green
Acocks Green is een station van National Rail in Birmingham in Engeland. Het station is eigendom van Network Rail en wordt beheerd door West Midlands Trains.